# Monogenis
Els monogenis (Monogenea) són una classe de platihelmints paràsits del clade Neodermata. La majoria tenen un sol hoste i un cicle biològic simple, sense alternança de generacions.

## Característiques
Mesuren de 6 a 30 mm de longitud. Presenten òrgans de fixació en els extrems anteriors i posteriors; els anteriors són formats per elements glandulars que secreten unes substàncies mucoses, i en els posteriors hi ha ventoses i ganxos.

## Història natural
Parasiten peixos marins, d'aigua dolça o amfibis, fixant-se sobre la superfície del cos o a les brànquies. També es troben sobre cefalòpodes i crustacis, i n'hi ha que són endoparàsits de la cloaca dels peixos, de la bufeta urinària de les granotes i de la cavitat bucal de les tortugues. Es nodreixen de sang i de cèl·lules epitelials, i sovint són la causa de la mort dels individus joves. Els ous donen origen a una larva ciliada i nedadora que es fixa amb un disc adhesiu en l'hoste i assoleix l'estat adult. Entre els gèneres més importants destaquen Gyrodactylus, Diplozoon i Polystomum.

## Taxonomia
La classe Monogenea inclou 5.279 repartides en dues subclasses i nou ordres:
- Subclasse Monopisthocotylea
  - Ordre Capsalidea
  - Ordre Dactylogyridea
  - Ordre Gyrodactylidea
  - Ordre Monocotylidea
  - Ordre Montchadskyellidea
- Subclasse Polyopisthocotylea
  - Ordre Chimaericolidea
  - Ordre Diclybothriidea
  - Ordre Mazocraeidea
  - Ordre Polystomatidea